# (400365) 2007 VQ297
(400365) 2007 VQ297 es un asteroide perteneciente al cinturón de asteroides descubierto el 12 de septiembre de 2007 por el equipo del Catalina Sky Survey desde el Catalina Sky Survey, Arizona, Estados Unidos.

## Designación y nombre
Designado provisionalmente como 2007 VQ297.

## Características orbitales
2007 VQ297 está situado a una distancia media del Sol de 2,731 ua, pudiendo alejarse hasta 3,103 ua y acercarse hasta 2,359 ua. Su excentricidad es 0,136 y la inclinación orbital 14,34 grados. Emplea 1648,73 días en completar una órbita alrededor del Sol.

## Características físicas
La magnitud absoluta de 2007 VQ297 es 15,9. 